# Theophil Christen

Theophil Christen

Theophil Friedrich Christen (* 1. April 1873 in Basel; † 6. Mai 1920 im Genfersee) war ein Schweizer Arzt, Mathematiker und Physiker. Er betätigte sich auch als Volkswirtschaftler im Rahmen der von Silvio Gesell entwickelten Freiwirtschaftslehre, war engagierter Esperantist und Lebensreformer.

## Leben
Christen entstammte einer Kaufmannsfamilie. Sein Vater war Theophil Christen-Weber, seine Mutter eine Urenkelin des bekannten Schweizer Mathematikers Leonhard Euler.
Theophil Christen absolvierte die Höhere Schule und studierte anschließend Mathematik an der Basler Universität. Es schlossen sich Studien in Leipzig an. Zusätzliche Schwerpunkte waren hier die Physik, die Chemie und die Meteorologie. Anschließend wurde er in Basel mit seinen Beiträgen zur Verwendung des freien Integrationsweges promoviert.
Während eines zweijährigen Aufenthaltes in Frankreich wirkte er am Pariser Observatorium. 1898 kehrte er in die Schweiz zurück und arbeitete bis 1901 am Zürcher Polytechnikum. Hier machte Christen Bekanntschaft mit den Methoden der Physikalischen Medizin und entschloss sich, in Bern mit einem Studium der Allgemeinen Medizin zu beginnen. Nach dem erfolgreichen Examen eröffnete er in Uetendorf-Kirchdorf bei Thun eine Landarztpraxis. 1905 wurde er mit Untersuchungen über Ascites und Liquor pericardii zum Doktor der Medizin promoviert. Eine Zeit als Kurarzt in Albisbrunn schloss sich an. Nebenbei erwarb er sich in La Chaux-de-Fonds Kenntnisse in der allgemeinen Chirurgie. Studienaufenthalte in London und in Philadelphia folgten.
1908 übernahm Christen eine Arztpraxis in Bern und bereitete sich nebenher auf seine Habilitation vor. 1909 erteilte ihm die Berner Medizinische Fakultät die Lehrerlaubnis für den Fachbereich Innere Medizin und hier insbesondere für das Gebiet der Physikalischen Therapie. Thema seines Habilitationsvortrages war: „Die Deutlichkeit des Röntgenbildes als Absorptionsproblem“. 1915 führte Theophil Christens Weg nach München. Hier leitete er das eigens für ihn eingerichtete Institut für Strahlenforschung.
Neben seiner wissenschaftlichen Arbeit betätigte sich Theophil Christen als überzeugter Vegetarier in der so genannten Lebensreformbewegung. Auch war er engagierter Esperantist. Mit Silvio Gesell und der von diesem begründeten Freiwirtschaftsbewegung kam Christen 1901 in Kontakt. Er trat dann später dem Schweizer Freiland-Freigeld-Bund bei und begann dort mit der wissenschaftlichen Bearbeitung der Gesellschen Geld- und Bodenreformideen. 1919 beteiligte er sich als Sekretär Silvio Gesells an der Münchner Räterepublik. Nach deren Scheitern wurde Christen gemeinsam mit Gesell und Karl Polenske verhaftet und wegen Hochverrats angeklagt. Das Standgericht sprach jedoch die Drei nach mehrmonatiger Untersuchungshaft frei, worauf Christen in die Schweiz zurückkehrte.
Eine massive Trigeminusneuralgie, an der Theophil Christen zunehmend litt, führte zu schweren psychischen Störungen. 1920 suchte und fand Christen den Freitod im Genfersee.

## Bedeutung
Theophil Christen hat in einem breiten wissenschaftlichen Spektrum geforscht und veröffentlicht. 
Seine bedeutendsten Arbeiten beschäftigten sich mit der Elektrotherapie und der Radiologie. 1913 erschien in diesem Zusammenhang seine Monographie unter dem Titel Messung und Dosierung der Röntgenstrahlen. Es beschrieb erstmals zusammenhängend die Anwendungsprobleme der Röntgentechnik und galt bis in die frühen 1950er Jahre als Grundlagenwerk. Auch in anderen medizinischen Fachbereichen veröffentlichte Christen bedeutende Monographien, so unter anderem: Die Lehre von den Frakturen und Die dynamische Pulsuntersuchung.
Als Lebensreformer engagierte er sich vor allem im Bereich der Ernährungs- und Getränkereform. Seine wichtigsten populärwissenschaftlichen Schriften sind: Unsere großen Ernährungstorheiten und Die menschliche Fortpflanzung und Die großen Seuchen unserer Zeit.
In Die großen Seuchen unserer Zeit argumentierte Christen, Alkohol, Tabak sowie der Konsum von Fleisch und zu vielen Eiern seien schuld an Degeneration und „Zeichen der körperlichen Entartung“. In dieser Schrift argumentierte er auch gegen „Rassenmischung“ von Schwarzen und Weißen und „arisch-jüdische“ Verbindungen.
In verschiedenen Schriften und Vorträgen beschäftigte er sich auch mit der Krebserkrankung.
Seit 2006 verleiht die Schweizer Gesellschaft für Radiobiologie und medizinische Physik die Theophil-Christen-Medaille für besondere Leistungen auf diesen Gebieten.

## Werke in Auswahl

### Medizin
- Messung und Dosierung der Röntgenstrahlen, in: Röntgenforschung, Bd. 28. (Atlas der normalen und pathologischen Anatomie in typischen Röntgenbildern, hrsg. v. Albers-Schönberg), Hamburg 1913
- Die Lehre von den Frakturen.
- Die dynamische Pulsuntersuchung., Leipzig 1914
- Über die Anwendung zweier physikalischer Gesetze auf den Blutkreislauf., brosch., Berlin 1910
- Die Pulsdiagnostik auf mathematisch-physikalischer Grundlage., Berlin 1909

### Lebensreform
- Unsere großen Ernährungstorheiten.
- Die menschliche Fortpflanzung.
- Die großen Seuchen unserer Zeit.

### Volkswirtschaft
- Die Kaufkraft des Geldes und ihre Bedeutung für die Volkswirtschaft., München 1915
- Aus den Münchener Revolutionstagen., Zürich 1919
- Die Schweiz in der Weltrevolution., Bern 1919
- Ausbeutungslose Freiwirtschaft : Frei von privater Ausbeutung! – Frei von staatlicher Bevormundung! – Stark zur Selbstverantwortung!
- Die politische Frauenfibel., 1919
- Das Geldwesen: ein dynamisches System., Bern 1920
- Free-Economy: An economic order based on competition and private enterprise but eliminating the social injustice of unearned income. (übersetzt und erweitert von Philip Pye), Botosani/Rumänien 1929
- Das Geldwesen. Ein dynamisches System., 2. Auflage, Wien 1932
- The Alternative to Capitalism and Socialism. (übersetzt und erweitert durch Philip Pye), San Antonio 1940